# Spetzerfehn
Spetzerfehn ist eine Ortschaft der Gemeinde Großefehn, Landkreis Aurich, in Ostfriesland. Der Ort liegt östlich der Bundesstraße 72 zwischen Aurich und Leer (Ostfriesland).

## Geschichte
Das Gebiet der heutigen Ortschaft Spetzerfehn bestand bis Mitte des 18. Jahrhunderts ausnahmslos aus Hochmoor. Mit der „höchstamtlichen Genehmigung“ vom 29. März 1746 begann die Geschichte von Spetzerfehn, das damals noch "Königliches Vehn" genannt wurde. In der Genehmigung ordnete man an, in der Gegend bei Ulbargen, eine Torfgräberei anzulegen.
Der Name Spetzerfehn leitet sich von „Spetze“ ab. Das war eine Verbindung über das Hochmoor von Strackholt bis Aurich-Oldendorf, die auf einer Karte von Ubbo Emmius schon 1595 erwähnt wurde.
Die Bezeichnung „Königliches Vehn“ wich mit den Jahren Namen wie „Vehn bey Ulbargen“ und „Torfgräberey bey Ulbargen“, bis der Pastor von Bagband als Geburtsort des ersten Neugeborenen den Namen „Spetze“ in das Kirchenbuch eintrug.
Seit dem 1. Juli 1972 gehört der Ort zur Gemeinde Großefehn.

## Politik
Der Ortsrat, der den Ortsteil Spetzerfehn vertritt, setzt sich aus sieben Mitgliedern zusammen. Die Ratsmitglieder werden durch eine Kommunalwahl für jeweils fünf Jahre gewählt. Die aktuelle Amtszeit begann am 1. November 2021 und endet am 31. Oktober 2026.
Bei der Kommunalwahl 2021 ergab sich folgende Sitzverteilung:
| Ortsrat 2021Insgesamt 7 Sitze - SPD: 3 - BL: 1 - Unabh.: 1 - CDU: 2 |

## Sehenswürdigkeiten

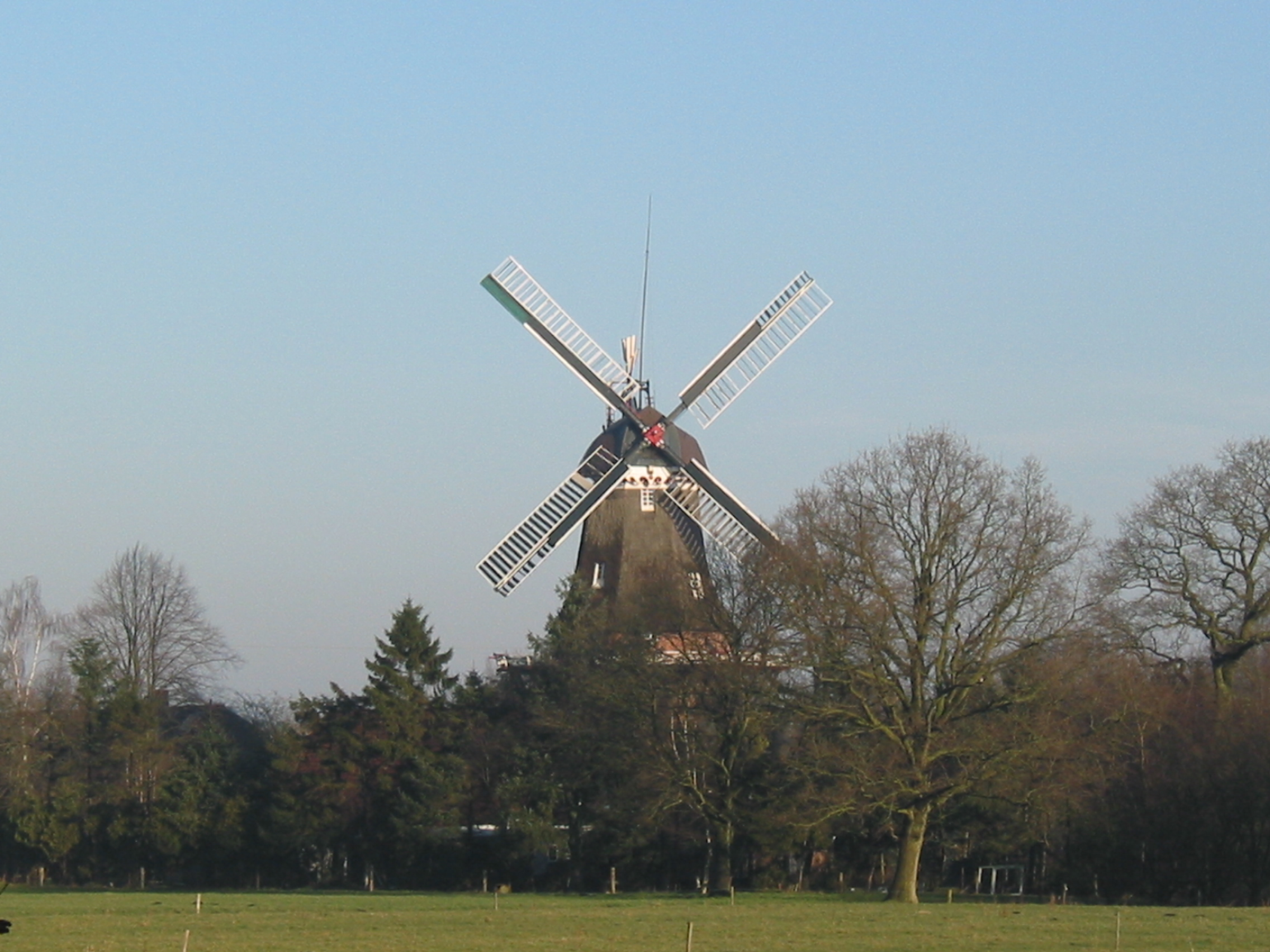
Windmühle Spetzerfehn

- Die dreistöckige Galerieholländerwindmühle in Spetzerfehn ist eine von fünf erhaltenen Windmühlen in der Gemeinde Großefehn, die allerdings im Gegensatz zu den anderen vier noch gewerbsmäßig genutzt wird. Sie wurde 1886 in ihrer heutigen Form gebaut und 1961 modernisiert, um auch das Mahlen mit Motorkraft zu ermöglichen. Im täglichen Betrieb wird aber bis heute der Antrieb mit Windkraft genutzt, wenn die Wetterbedingungen es zulassen.[4]
- Eine weitere Besonderheit des Ortes ist die moderne Spetzerfehner Kirche, die erst 1971 erbaut und 1995 umgebaut und erweitert wurde.

## Persönlichkeiten
- Die ostfriesische Lyrikerin Greta Schoon  (* 11. Juli 1909; † 7. März 1991) wurde in Spetzerfehn geboren; sie ist hier auch unter dem Namen Margaretha Börcherts Schoon beerdigt worden.[5]
- Der Heimatschriftsteller Johann Schoon (1894–1968) wurde in Spetzerfehn geboren, wo er bis zu seinem Tod lebte.
- Jantje Wilms Brinkmann (1803–1908) wurde in Spetzerfehn geboren. Erlangte um die Wende vom 19. zum 20. Jahrhundert als älteste Ostfriesin überregionale Bekanntheit.
- Der Jurist, Historiker und Archivar Harald Lönnecker (1963–2022) lebte und starb in Spetzerfehn.